# Saint-Crespin-sur-Moine
Saint-Crespin-sur-Moine korábbi község Franciaország Loire mente régiójában, Maine-et-Loire megyében. 2015. december 15-én kilenc másik korábbi községgel egyesült és Sèvremoine új község része lett.
Lakosainak száma 1612 fő (2018. január 1.). Saint-Crespin-sur-Moine Clisson, Gétigné, Mouzillon, Saint-Germain-sur-Moine és Tillières községekkel határos.

## Népesség
A település népessége az elmúlt években az alábbi módon változott:
| Lakosok száma | 1447 | 1409 | 1345 | 1381 | 1411 | 1542 | 1576 | 1588 | 1565 | 1612 |
|               | 1962 | 1968 | 1982 | 1990 | 1999 | 2008 | 2011 | 2013 | 2017 | 2018 |